# Vidal Pedro de Morais
Vidal Pedro de Morais (Desterro, ca. 1816 — Desterro, junho de 1876) foi um militar e político brasileiro.

Filho de Manuel Sousa de Morais e de Ana Rosa da Conceição. Casou com Miquelina Benedita Ferreira Capistrano, havendo deste consórcio dentre outros Genuino Firmino Vidal Capistrano.
Foi capitão da 2ª Companhia do 1º Corpo de Cavalaria da 1ª Legião da Guarda Nacional em Desterro (1840).
Foi deputado à Assembleia Legislativa Provincial de Santa Catarina na 19ª legislatura (1872 — 1873) e na 20ª legislatura (1874 — 1875).